# 1995 ve sportu
Toto je přehled sportovních událostí konaných v roce 1995.

## Automobilový sport
Formulové závody:
- CART –  Jacques Villeneuve
- Formule 1 –  Michael Schumacher
- Formule 3000 –  Vincenzo Sospiri

## Cyklistika
- Giro d'Italia – Tony Rominger
- Tour de France – Miguel Indurain
- Mistrovství světa – Abraham Olano

## Florbal
- Mistrovství Evropy ve florbale mužů 1995 –  Finsko
- Mistrovství Evropy ve florbale žen 1995 –  Švédsko
- European Cup 1995 – Muži:  Kista IBK, Ženy:  Sjöstad IF
- 1. florbalová liga mužů 1994/1995 – TJ Tatran Střešovice
- 1. florbalová liga žen 1994/1995 – TJ Tatran Střešovice

## Plochá dráha
- První závody Speedway Grand Prix
- Mistr světa Speedway Grand Prix –  Hans Nielsen

## Rugby
MS 1995 finále Jihoafrická republika - Nový Zéland 15:12  3.místo Francie - Anglie 19:9 
Ve finále MS 1995 nakopal za Jihoafrickou republiku všechny body ragbista s českými kořeny jménem Joel Stransky.

## Sportovní lezení

### Svět
- 3. mistrovství světa ve sportovním lezení 1995
- 7. Světový pohár ve sportovním lezení 1995
- 3. mistrovství světa juniorů ve sportovním lezení 1995

## Tenis
- ATP Tour 1995
- WTA Tour 1995
- Australian Open 1995 – Andre Agassi / Mary Pierceová
- French Open 1995 – Thomas Muster / Steffi Grafová
- Wimbledon 1995 – Pete Sampras / Steffi Grafová
- US Open 1995 – Pete Sampras / Steffi Grafová
- Davis Cup 1995: finále USA–Rusko 3:2
- Fed Cup 1995: finále ESP–USA 3:2
- Hopman Cup 1995: finále GER–UKR 3:0